# TJ Tollakson
Trenton Joel Tollakson, né le 12 août 1980 à Des Moines dans l'Iowa, est un triathlète professionnel américain, multiple vainqueur sur triathlon Ironman ou Ironman 70.3.

## Palmarès
Le tableau présente les résultats les plus significatifs (podium) obtenus sur le circuit international de triathlon depuis 2007,.
| Année | Compétition             | Pays       | Position           | Temps           |
| ----- | ----------------------- | ---------- | ------------------ | --------------- |
| 2019  | Ironman 70.3 Gulf Coast | États-Unis | Médaille d'or      | 3 h 54 min 19 s |
| 2018  | Ironman Arizona         | États-Unis | Médaille de bronze | 8 h 9 min 53 s  |
| 2018  | Ironman 70.3 Waco       | États-Unis | Médaille d'argent  | 3 h 21 min 51 s |
| 2017  | Ironman Wisconsin       | États-Unis | Médaille d'argent  | 8 h 27 min 17 s |
| 2017  | Ironman 70.3 Carthagène | Espagne    | Médaille de bronze | 3 h 55 min 14 s |
| 2016  | Ironman Arizona         | États-Unis | Médaille de bronze | 8 h 2 min 30 s  |
| 2016  | Ironman 70.3 Austin     | États-Unis | Médaille d'argent  | 3 h 24 min 35 s |
| 2015  | Ironman Arizona         | États-Unis | Médaille de bronze | 8 h 4 min 17 s  |
| 2014  | Ironman Mont-Tremblant  | États-Unis | Médaille d'or      | 8 h 16 min 17 s |
| 2013  | Ironman Coeur d’Alene   | États-Unis | Médaille de bronze | 8 h 32 min 9 s  |
| 2012  | Ironman Arizona         | États-Unis | Médaille de bronze | 8 h 7 min 39 s  |
| 2011  | Ironman 70.3 Eagleman   | États-Unis | Médaille d'or      | 3 h 54 min 39 s |
| 2011  | Ironman Lake Placid     | États-Unis | Médaille d'or      | 8 h 25 min 15 s |
| 2011  | Ironman St. George      | États-Unis | Médaille de bronze | 8 h 40 min 20 s |
| 2009  | Ironman Arizona         | États-Unis | Médaille d'argent  | 8 h 20 min 22 s |
| 2009  | Ironman Coeur d’Alene   | États-Unis | Médaille d'argent  | 8 h 42 min 3 s  |
| 2008  | Ironman Arizona         | États-Unis | Médaille d'argent  | 8 h 34 min 36 s |
| 2007  | Ironman 70.3 Eagleman   | États-Unis | Médaille d'or      | 3 h 46 min 28 s |
| 2007  | Ironman Louisville      | États-Unis | Médaille de bronze | 8 h 46 min 55 s |